# Guvernoratul Ar-Raqqa

Localizarea guvernoratului în Siria

Guvernoratul Ar-Raqqa (în arabă: مُحافظة الرقة‎, Muḥāfaẓat ar-Raqqah) este un guvernorat în partea nordică a Siriei. Capitala sa este orașul Ar-Raqqah. De facto, începând cu august 2014, aparține de Statul Islamic din Irak și Levant.